# Centre financer extraterritorial

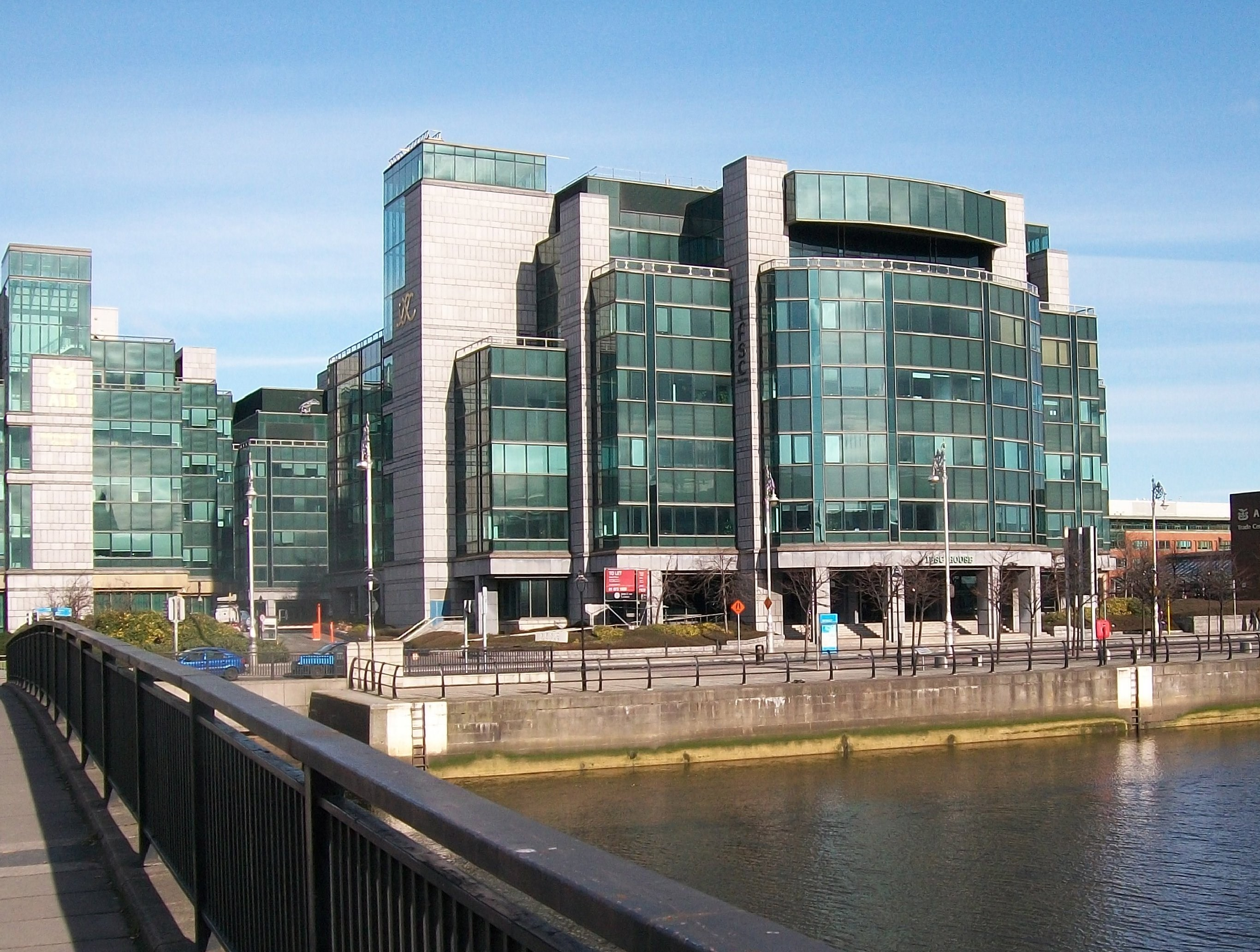
IFSC, Dublín, Irlanda. Irlanda és el top 5 conduit OFC, el més gran paradís fiscal mundial, i el tercer centre bancari a l'ombra d'OFC.

Un centre financer extraterritorial es defineix com un país o jurisdicció que proporciona serveis financers a no residents en una escala que no coincideixi amb la mida i el finançament de la seva economia nacional. Extraterritorial és la traducció de l'anglès d'offshore, d'aquí l'abreviatura anglesa més utilitzada d'OFC. "Offshore" no es refereix a la ubicació de l'OFC (molts OFC de l'FSF-FMI, com ara Luxemburg i Hong Kong, es troben "onshore"), però al fet que els majors usuaris de l'OCC no són residents (per exemple, són "extraterritorials"). L'FMI enumera els OFC com una tercera classe de centres financers, amb els centres financers internacionals (IFC) i els centres financers regionals (RFC); n'hi ha de solapats (per exemple, Singapur és un RFC i un OFC).

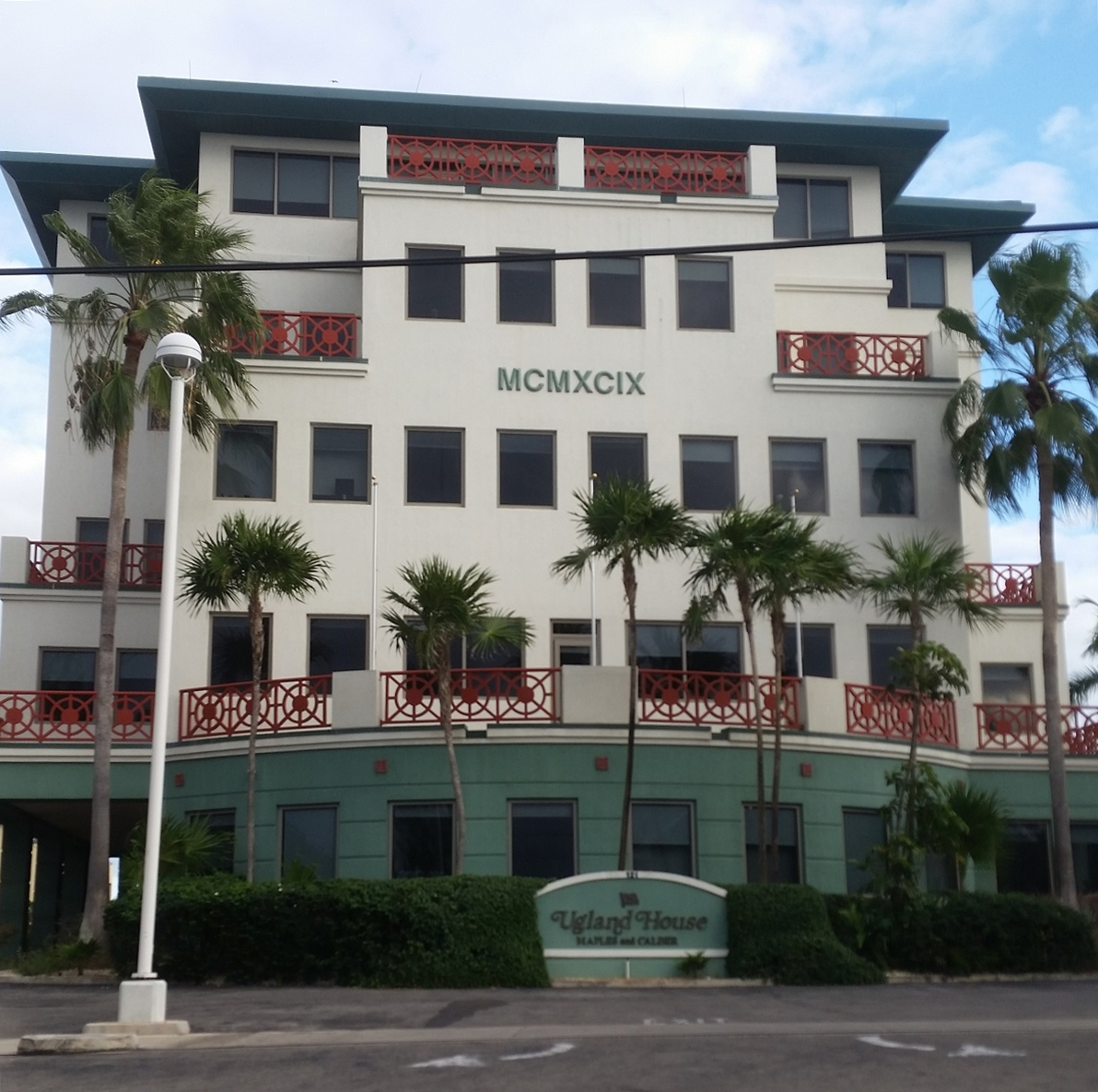
Ugland House, Illes Caiman, El Carib, inclosos els caimanes, les illes verges britàniques i les Bermudes, compta amb diversos SUC OFC, és el segon paradís fiscal global (en conjunt), i el major centre bancari a l'ombra OFC.

Durant els mesos d'abril a juny de 2000, l'FSF-FMI va elaborar la primera llista de 42-46 OFCs mitjançant un enfocament qualitatiu. A l'abril de 2007, l'FMI va elaborar una llista revisada basada en quantitats de 22 OFC, i el juny de 2018, una altra llista revisada basada en quantitats de vuit principals OFC, que són responsables del 85% dels fluxos financers d'OC (que inclou, Irlanda, el Carib, Luxemburg, Singapur, Hong Kong i Països Baixos. L'eliminació dels controls de moneda i de capital, el principal motor de la creació i l'ús de molts OFC a la dècada de 1960 i 1970, (Johnston (1982); Park (1994); IMF (1995); Hampton (1996)) van veure que els règims de fiscalitat i/o regulació es converteixen en els principals motius per utilitzar OFC a partir de la dècada de 1980. Els avenços a partir de 2000 a partir d'iniciatives de l'FMI-OCDE-FATF sobre normes comunes, compliment regulatori i transparència bancària, han debilitat notablement l'atracció reguladora dels OFC. Els acadèmics consideren ara que, per les activitats, els OFC són sinònims de paradisos fiscals, amb un enfocament especial en les eines BEPS de planificació de l'impost de societats, vehicles amb tracte de neutralitat fiscal, i banca a l'ombra/titulització d'actius.

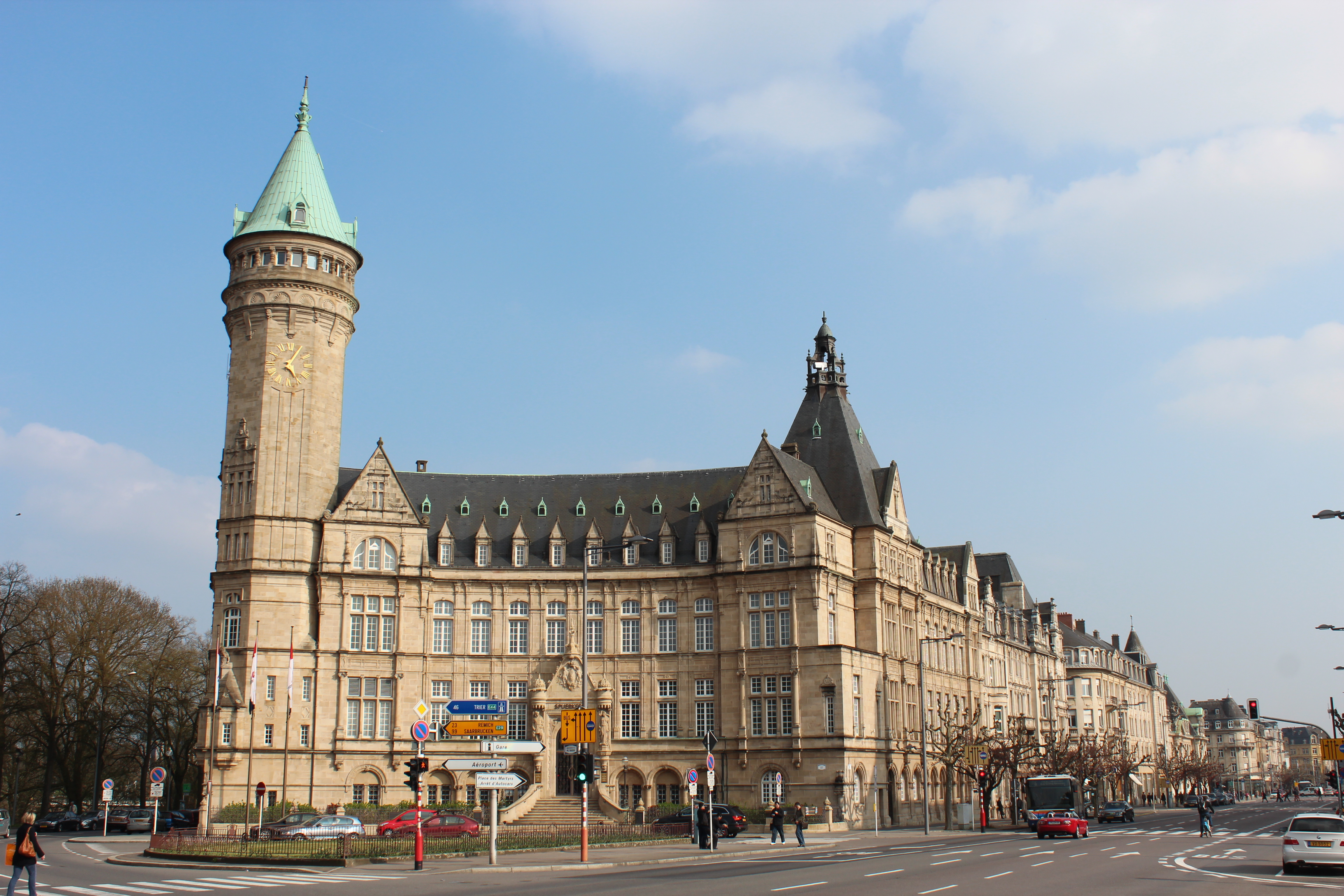
Spuerkeess Bank HQ, Luxemburg. Luxemburg és el segon gran lavabo OFC, el sisè paradís fiscal mundial, i el segon centre bancari a l'ombra OFC.

Les investigacions del 2013-2014 van mostrar que les OFC tenien un 8–10% de la riquesa mundial en estructures neutres en impostos i actuen com a eixos per a les multinacionals nord-americanes, especialment per evitar impostos sobre les empreses mitjançant eines d'erosió de la base imposable i trasllat de beneficis ("BEPS") (per exemple, el "doble irlandès"). Un estudi de juliol de 2017, es van classificar els OFC en OFC Conduit (conducte) i OFC Sink (desaigua); obtenint així 5 OFC conducte (per exemple, l'impost modern sobre societats paradisos, pels quals es desplaça una quantitat immensa de valors cap als OFC desaigua) i 24 OFC desaigua (per exemple, paradisos fiscals tradicionals, als quals desapareix una quantitat immensa de valors del sistema econòmic). El juny de 2018, la investigació va demostrar que els OFC s'havien convertit en les ubicacions dominants per als esquemes BEPS d'evitació d'impostos de les empreses, amb un cost de 200 milions de dòlars en ingressos fiscals anuals perduts. Un estudi conjunt de l'IMF de juny de 2018 va mostrar que gran part de la IED dels OFC, a països amb impostos més elevats, provenia de països amb impostos més elevats (per exemple, els Estats Units són el major inversor de si mateix, a través dels OFC).

## Tipologia d'OFC
Els resultats van ser publicats pel Grup CORPNET de la Universitat d'Amsterdam el 2017 i van identificar dos tipus d'OFC:

### OFC conducció
O sigui per on passa el diner, o dit d'altra manera: OFC "a través dels quals una immensa quantitat de valors es desplacen cap als OFC desaigua". És a dir, els OFC conducció serien els moderns paradisos fiscals corporatius.
L'informe va posar de manifest 5 OFC:
1. Països Baixos: el major OFC conducte mundial (per connexions totals), amb enllaços densos des de la Unió Europea (a través del "Sandwich holandès"), fins al desaigua europeu de Luxemburg i a la "tríada" d'illes desaigua del Carib (Bermudes/Verges Britàniques/Caiman).[10][11][12]
2. Regne Unit: la 2ª conducció més gran (per connexions totals), amb enllaços densos d'Europa a Àsia; 18 dels 24 OFC desaigua són dependències actuals, o pasades, del Regne Unit.[13][14][15][16]
3. Suïssa: un important conducte amb una xarxa de connexions molt densa amb Jersey, el 4t desaigua més gran.[11][17]
4. Singapur: el principal conducte per a Àsia, i està connectat densament als dos grans desaigues asiàtics de Hong Kong i Taiwan.[17]
5. Irlanda: connexions molt denses amb els EUA (vegeu Irlanda com a paradís fiscal),[11] amb connexions molt denses amb el desaigua de Luxembourg, una "porta del darrere" establerta fora del sistema fiscal irlandès.[18][19]

### OFC desaigua
O sigui per on s'escola el diner, o dit d'altra manera OFC, o dit d'altra manera: OFC on "immensa quantitat de valors desapareixen del sistema econòmic". És a dir, els OFC desaigua serien els paradisos fiscals tradicionals.
L'informe va posar de manifest 24 OFC. Alguns aspectes interessants dels 24:
1. Illes Verges Britàniques: en termes de connexions, en relació amb els Països Baixos i Regne Unit.
2. Luxemburg i Hong Kong: Luxemburg (per a l'orientació de fons de països de la UE amb impostos elevats) i Hong Kong (per encaminament de fons fora de la Xina).
3. Jersey: segueix sent un vincle únic amb Suïssa.
4. La tríada d'illes: Bermudes, Verges Britàniques, Caiman: aquests tres paradisos fiscals tradicionals estan fortament interrelacionats i comencen a presentar-se com un gran OFC desaigua.
5. Taiwan: ha estat un controvertit concursant en diverses llistes de paradisos fiscals (la Xarxa de Justícia Tributària anomena a Taiwan la "Suïssa d'Àsia",[20] no obstant això, Taiwan no es troba en cap llista de paradisos fiscals de la UE/OCDE/FMI) i està identificada. com el segon gran desaigua asiàtic.
6. Illes Caiman: Les Illes Caiman estan convertint-se en el centre financer més gran d'Amèrica Central i Llatina.[21]
7. Malta: l'informe destaca l'augment de desaigua de Malta com a paradís fiscal emergent "a l'interior" de la UE,[22][23] que ha estat una font d'escrutini mediàtic més ampli.[24]
8. Illa Maurici: s'ha convertit en un important desaigua tant per a l'Àsia SE (especialment l'Índia) com per a les economies africanes, i ara ocupa el 8è lloc global.[25]